# Юршинці (община)
Община Юршинці (словен. Občina Juršinci) — одна з общин Словенії. Адміністративним центром є місто Юршинці.

## Населення
У 2011 році в общині проживало 2358 осіб, 1189 чоловіків і 1169 жінок. Чисельність економічно активного населення (за місцем проживання), 951 осіб. Середня щомісячна чиста заробітна плата одного працівника (EUR), 913,19 (в середньому по Словенії 987.39). Приблизно кожен другий житель у громаді має автомобіль (51 автомобілі на 100 жителів). Середній вік жителів склав 39,8 роки (в середньому по Словенії 41.8). 